# 熱射病
熱射病（英語：heat stroke）是一種受室外空氣的高溫多濕或陽光過久直接照射動物體、人體等造成體溫異常升高不降所引起的最严重中暑。热射病患者病情危急，死亡率较高。

## 熱射病的起因及应对
热射病的直接起因是由于产热和受热超过散热，引起体内热蓄积，体温不断升高，使下丘脑体温调节中枢（溫熱中樞）功能障碍，导致热平衡失调和体温升高，體溫調節機能喪失。热射病会產生高度的意識障礙，體溫上升至40℃以上，不明顯地流汗，皮膚乾燥。此时应緊急入院，並且儘快進行冷卻療法。头部受日光直接暴晒引起的热射病，又称日射病（sun stroke）。

## 病發原因

### 環境
- 溫度比起前一天急升
- 溫度高，而且當天潮濕
- 一向在室內工作的人，突然到室外工作
- 工作日程開始的數天容易發病

### 因素
- 5歲以下的幼兒
- 65歲以上的高齡者
- 身型較大者
- 有脱水傾向的人（例如：下痢）
- 有發燒的人
- 睡眠不足

## 預防方法
- 在進行會為內臟（例如：胃）帶來負擔的運動前，盡可能攝取更多的水分。
- 不斷地補給因發汗而流失了的水分和鹽分，例如：飲用運動飲料。
- 保持充足睡眠。
- 工作與休息間取得適當平衡。
- 降低體溫的方法：避免太陽照射、確保通風良好、電風扇儘量向著工作地方、開一點點冷氣、把風弄進工作服裡面、使用蓄冷劑等等。
- 一個人工作容易發生意外而不被外界知曉，多人工作則可儘早發現意外。
- 不要長時間在太陽下照射。
- 外出时应穿着浅色系的宽松衣服，并戴上遮阳帽或遮阳伞以阻挡日光直射。

## 發生時的應急措施
- 飲用口服補充水沖劑或運動飲料等等。但有必要注意因為喝大量冷的東西的話可能升致胃痙攣。同時，因為運動飲料的鈉濃度較低，在出現脫水症狀的時候飲用反而可能引起水中毒。特別對於幼兒等需要特別注意，最佳選擇是口服補充水沖劑。
- 用噴霧往全身淋水。一口氣澆水的話有可能會休克，把冷的罐裝果汁或冰枕等等放在腋下，令動脈集中的部分冷卻。
- 協助病人在涼快的地方休息。樹蔭、有冷氣的地方等等，如果可以，最好鬆開其衣服。如果附近沒有那樣的地方，應儘早找到那樣的地方。
- 儘快通知醫院。保持鎮定召喚救護車。大聲救助。
- 即使沒出汗，體溫也不高，也有可能是因脫水而無法流汗。

## 關聯項目
- 口服補充水沖劑
- 急救
- 熱島效應
- 暑熱壓力指數
- 體溫過熱